# 蒙特莱昂内-多尔维耶托
蒙特莱昂内-多尔维耶托（義大利語：Monteleone d'Orvieto），是意大利翁布里亚大区特尔尼省的一个市镇。总面积23.85平方公里，人口1583人，人口密度66.4人/平方公里（2009年）。ISTAT代码为055021。